# The Substitute (film, 2007)
Pour les articles homonymes, voir The Substitute.
Pour plus de détails, voir Fiche technique et Distribution.
The Substitute (Vikaren) (La Remplaçante) est un film danois réalisé par Ole Bornedal, sorti en 2007.

## Synopsis
Un extra-terrestre prend possession du corps d'une femme puis devient professeur.
Elle a un comportement étrange en présence des élèves mais tout à fait normal avec les parents qui prennent parti du professeur lors des conflits les opposants.
La classe décide de mener l'enquête et Carl va découvrir les projets de cet étrange professeur.

## Fiche technique
- Date de sortie :
  -  Suisse : 1er juillet 2008 (festival de Neuchâtel)

## Distribution
- Paprika Steen : Ulla Harms
- Ulrich Thomsen : Jesper Osböll
- Jonas Wandschneider : Carl
- Nikolaj Falkenberg-Klok : Phillip
- Emma Juel Justesen : Rikke
- Mollie Maria Gilmartin : Lotte